# 세기말
세기말(世紀末, 프랑스어: fin de siècle 팽 드 시에클[*])이란 한 세기의 끝무렵을 말한다. 원래는 19세기 말엽인 1880년대-1890년대를 가리키는 말이었다. 이 시대는 권태, 냉소, 염세, 퇴폐가 만연한 시대였지만, 동시에 새 시대의 시작에 대한 전망이 모색되던 시기기도 했다. 20세기말에도 비슷한 사회풍조가 있었다.
19세기말의 주요 정치적 주제는 물질주의, 합리주의, 실증주의, 유산시민사회, 자유민주주의에 대한 저항과 감정주의, 비합리주의, 주관주의, 생기론에 대한 옹호였다. 이런 19세기말의 풍조가 다음 세기의 파시즘의 대두에 영향을 미쳤다는 의견도 있다. 레벤스라움 개념을 잉태하는 지정학이 하나의 학문으로서 등장한 것도 이 시기였다.

## 같이 보기
- 퇴폐주의
- 미래주의
- 상징주의